# Bernat Desclot

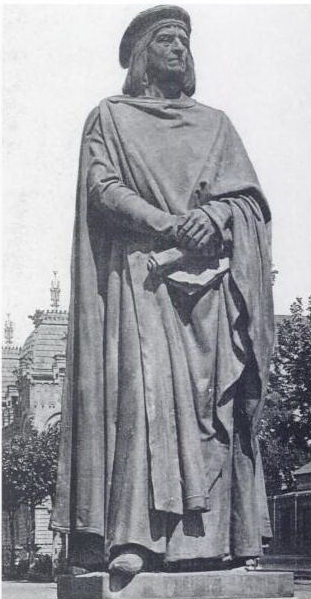
Manuel Fuxà, 1888, Bernat Desclot.

Bernat Desclot (född omkring 1240, död omkring 1288)  var en katalansk krönikeförfattare. Desclot utgav i  Llibre del rei En Pere d'Aragó i els seus antecessors passats (1280–1288), eller Crònica de Bernat Desclot över tidens kungar och historiska gestalter i det aragonska kungadömet.